# 南沙織 ポップスを歌う
『南沙織 ポップスを歌う』（みなみさおり・ポップスをうたう）は、南沙織のコンピレーション・アルバム。1975年2月21日発売。発売元はCBSソニー。

## 解説
オリジナルアルバムに収録された洋楽カバーの中から選曲されたベストアルバムの一種。既に発表されていたレコーディング音源から抜粋、編集したものであり、レアな音源等は収録されていない。
1990年代に入り、廉価盤シリーズ "CD選書" でCD化された。LP時代に発売されたベストアルバムで唯一、CD化された作品になる。
本作品自体は生産中止となったが、全21枚のオリジナルアルバムが35周年CD-BOX『Cynthia Premium』で復刻されたことから、収録曲全てを聴くことが可能である。

## 収録曲
1. トップ・オブ・ザ・ワールド
  - 原題: Top of the World
  - カーペンターズ のカバー
  - 8thアルバム『ひとかけらの純情』より
2. やさしく歌って
  - 原題: Killing Me Softly with His Song
  - ロバータ・フラック のカバー
  - 8thアルバム『ひとかけらの純情』より
3. 小さな恋のメロディ
  - 原題: Melody Fair
  - ビージーズ のカバー
  - 2ndアルバム『潮風のメロディ』より
4. 木枯しの少女
  - 原題: She's My Kind of Girl
  - ビヨルン&ベニー のカバー
  - 4thアルバム『哀愁のページ』より
5. アンド・アイ・ラヴ・ユー・ソー
  - 原題: And I Love You So
  - ドン・マクリーン のカバー
  - 8thアルバム『ひとかけらの純情』より
6. ローズ・ガーデン
  - 原題: Rose Garden
  - リン・アンダーソン のカバー
  - 1stアルバム『17才』より
7. カリフォルニアの青い空
  - 原題: It Never Rains in Southern California
  - アルバート・ハモンド のカバー
  - 6thアルバム『傷つく世代』より
8. スウィート・キャロライン
  - 原題: Sweet Caroline
  - ニール・ダイアモンド のカバー
  - 3rdアルバム『純潔／ともだち』より
9. 君のともだち
  - 原題: You've Got a Friend
  - キャロル・キング のカバー
  - 4thアルバム『哀愁のページ』より
10. ビー・マイ・ベイビー
  - 原題: Be My Baby
  - ザ・ロネッツ のカバー
  - 1stアルバム『17才』より
11. オールド・ファッションド・ラヴ・ソング
  - 原題: An Old Fashioned Love Song
  - スリー・ドッグ・ナイト のカバー
  - 3rdアルバム『純潔／ともだち』より
12. 愛するハーモニー
  - 原題: I'd Like to Teach the World to Sing (In Perfect Harmony)
  - ザ・ニュー・シーカーズ のカバー
  - 3rdアルバム『純潔／ともだち』より

## 発売履歴
- 1975年02月21日 - LP
- 1997年07月21日 - CD （CD選書）